# Кампорезе, Микеле
Микеле Кампорезе (итал. Michele Camporese; 19 мая 1992, Пиза) — итальянский футболист, защитник клуба «Реджина».

## Клубная карьера
Микеле дебютировал в составе «Фиорентины» в матче на Кубок Италии против «Эмполи» 26 октября 2010 года, заменив на 66-й минуте Алессандро Гамберини. 20 ноября 2010 Кампорезе сыграл первый матч в Серии А, выйдя на замену в перерыве вместо получившего травму Чезаре Натали в игре с «Миланом» на Сан-Сиро. В следующем матче Микеле вышел в стартовом составе вместо дисквалифицированного Пера Крёльдрупа. 13 февраля 2011 Кампорезе забил в ворота «Палермо» первый гол в карьере.

## Карьера в сборной
Кампорезе привлекался в юношеские сборные Италии различных возрастов. В составе сборной до 17 лет он принял участие в полуфинальном матче на юношеском чемпионате Европы 2009 в Германии против хозяев первенства. Также играл за сборную на юношеском Чемпионате мира 2009, где Италия вылетела в четвертьфинале, проиграв швейцарцам.